# 陈杞墓
陈杞墓，位于中国广东省湛江市雷州市东里镇淡水村，为湛江市雷州市的一个市级文物保护单位，类型为古墓葬，公布时间为1992年12月9日。
陈杞墓的历史年代为元代。